# Asuka-kyō
Asuka-kyō (飛鳥京?) fue capital de Japón durante la era Asuka (538-710), era que toma el nombre de dicha localidad. Se encuentra actualmente en la villa de Asuka, prefectura de Nara.

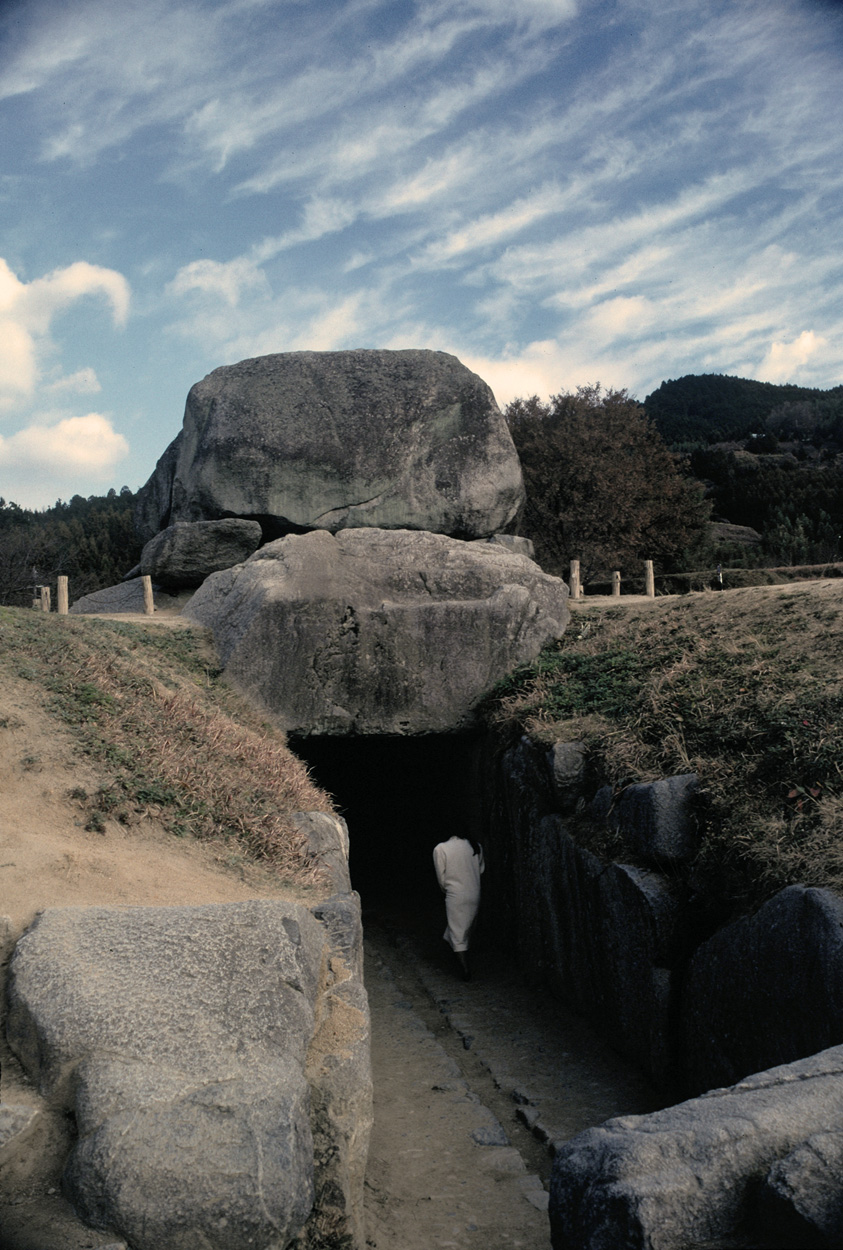
Ishibutai Kofun, posible tumba de Soga no Umako.

En este lugar se localiza el Ishibutai Kofun. El 12 de marzo de 2004, se anunció el descubrimiento de los restos de la edificación principal de una residencia. Dado que la edificación se encontraba adyacente al kofun, se cree que la residencia pertenecía a Soga no Umako, de quien se cree que el kofun es su tumba.

## Palacios Imperiales

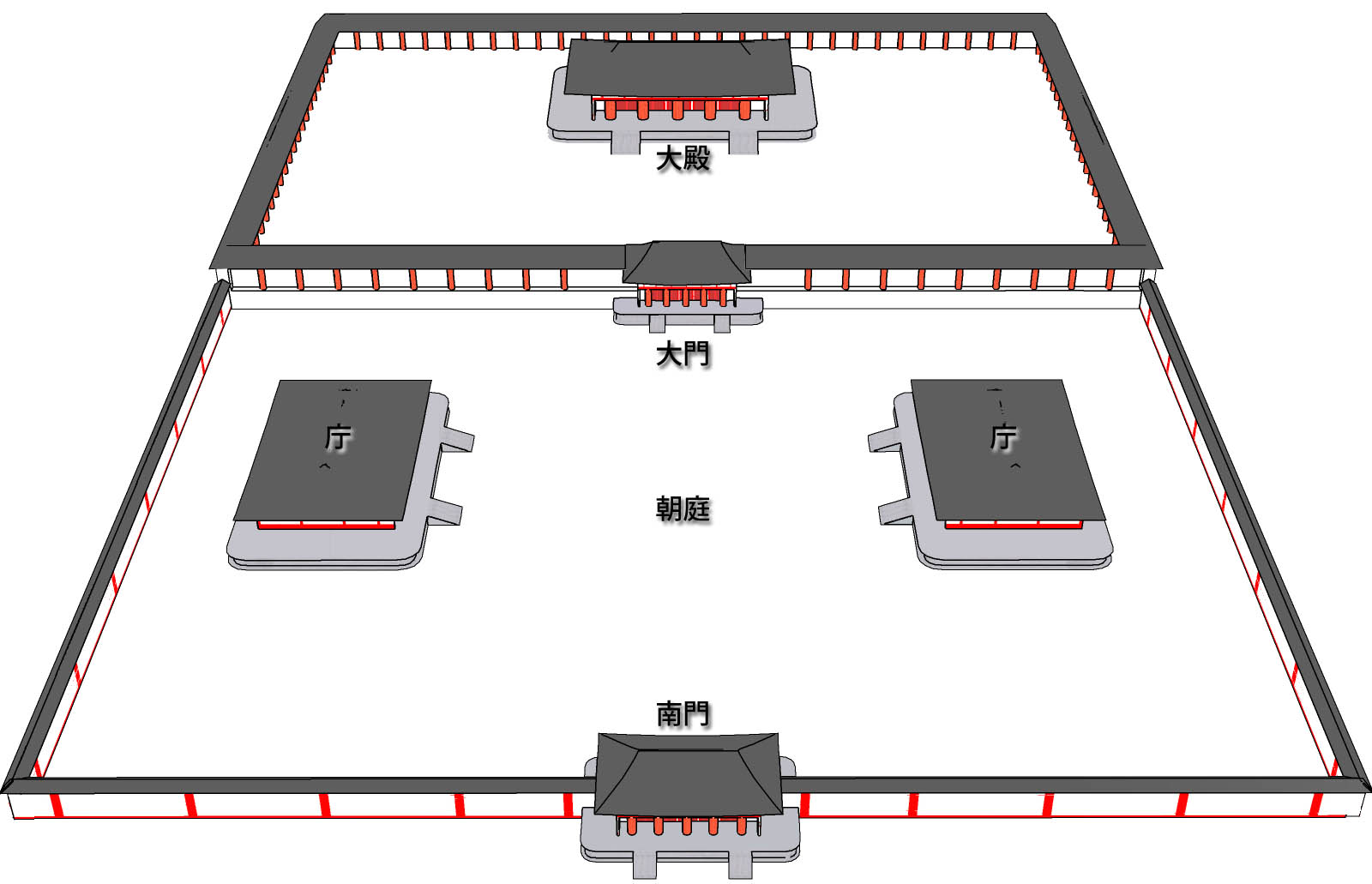
Plano del Palacio Oharida.

Cuando Asuka-kyō era la capital imperial de Japón, varios palacios fueron construidos para cada emperador. Cuando el emperador fallecía, toda la corte abandonaba el palacio y se mudaba a un palacio nuevo, ya que se consideraba peligroso residir en el mismo lugar donde residía el espíritu del monarca fallecido. En ocasiones durante el reinado de un emperador, se trasladaba de palacio varias veces debido a la destrucción de un palacio por el fuego o por otros malos presagios. Como estos palacios fueron construidos en madera, ninguno de ellos ha sobrevivido a la actualidad aunque algunos estudios arqueológicos recientes han podido descubrir algunos restos como las bases de piedra para los pilares.

### Lista de palacios
- Palacio Toyura (592-603) transformado posteriormente como convento de monjas Toyura-dera
- Palacio Oharida (603-630)
- Palacio Okamoto (630-636)
- Palacio Tanaka (636-640)
- Palacio Umayasaka (640)
- Traslado de la corte a Kōryō (640-642)
- Palacio Itabuki (643-645)
- Traslado de la corte a Naniwa-kyō (645-654)
- Palacio Itabuki (654-655)
- Palacio Kawara (655-656)
- Palacio Okamoto Posterior (656-661)
- Traslado de la corte a Asakura (661-667)
- Traslado de la corte a Ōmi-kyō (667-672)
- Palacio Shima (672)
- Palacio Okamoto (672)
- Palacio Kiyomihara (672-694)

En 694 esta capital fue abandonado por la Emperatriz Jitō, trasladándose a Fujiwara-kyō.